# Saussurea porcellanea
Saussurea porcellanea là một loài thực vật có hoa trong họ Cúc. Loài này được Lipsch. miêu tả khoa học đầu tiên năm 1954.